# Sławomir Pocztarski
Sławomir Feliks Pocztarski (ur. 18 maja 1930 w Warszawie, zm. 12 listopada 2019) – polski ekonomista.

## Życiorys
W konspiracji od 1943 roku działał w Szarych Szeregach, Hufiec Żoliborz. Uczestnik akcji małego sabotażu. Pod ps. Bóbr brał udział w powstaniu warszawskim (Obwód "Żywiciel"). Po wojnie podjął studia w Wyższej Szkole Ekonomicznej (WSE) w Krakowie – Studium Spółdzielcze.
Był prezesem Fundacji Polskiego Państwa Podziemnego.

## Odznaczenia i nagrody
- Krzyż Oficerski Orderu Odrodzenia Polski
- Krzyż Kawalerski Orderu Odrodzenia Polski
- Krzyż Armii Krajowej (Londyn)
- Warszawski Krzyż Powstańczy
- Złoty i Srebrny Krzyż Zasługi
- Krzyż „Za Zasługi dla ZHP” z Rozetą z Mieczami
- Medal Zwycięstwa i Wolności 1945
- Medal za Warszawę 1939–1945
- Złota Odznaka honorowa „Za Zasługi dla Warszawy” (dwukrotnie)
- Srebrny Medal gen. Władysława Sikorskiego
- Medal im. dr. Henryka Jordana
- Order Uśmiechu nadany przez Kapitułę Orderu Uśmiechu na wniosek Dzieci Niewidomych z Lasek za 30-letnią opiekę i okazywane im serce[2].